# Namibiana labialis
Namibiana labialis — вид змій родини струнких сліпунів (Leptotyphlopidae). Мешкає в Анголі і Намібії.

## Поширення і екологія
Namibiana labialis поширені в регіоні Дамараленд на північному заході Намібії та в сусідніх районах на південному заході Анголи. Вони живуть в сухих саванах, на висоті від 300 до 1200 м над рівнем моря. Ведуть нічний, риючий спосіб життя, активізуються після дощів.